# Rafik Saïfi
Rafik Saïfi (arabisch رفيق صايفي, DMG Rafīq Ṣāyifī; * 7. Februar 1975 in Algier) ist ein ehemaliger algerischer Fußballspieler und heutiger Trainer.

## Verein
Rafik Saïfi begann das Fußballspielen bei den unterklassigen algerischen Klubs CRB Bordj El Kiffan, IRB Sougueur und IB Khémis El Khechna, und tat sich dort als Torjäger hervor. Im Jahr 1996 wechselte er zu MC Algier und wurde drei Jahre später mit dem Hauptstadtklub algerischer Meister. Obwohl er bei den Fans des Vereins wegen seines großen Anteils an diesem Erfolg sehr beliebt war, entschloss sich Saïfi 1999 zu einem Wechsel zu ES Troyes AC in Frankreich. Für den Klub aus der Champagne spielte insgesamt fünf Spielzeiten, kam dabei regelmäßig zum Einsatz, und blieb ihm auch nach dem Abstieg in die Ligue 2 im Jahr 2003 treu. Ein Jahr später wechselte er zum FC Istres, der gerade in die französische Ligue 1 aufgestiegen war. Hier spielte er in der Stammformation, stieg jedoch mit dem Verein am Ende der Saison ab, weshalb Saïfi zum korsischen Verein AC Ajaccio wechselte. Nachdem auch sein neuer Verein am Ende der Saison 2005/06 nur einen Abstiegsplatz belegt hatte, schloss sich Saïfi dem FC Lorient an. Nach drei weiteren Spielzeiten in der Ligue 1, mit 90 Spielen und 25 Toren wechselte Rafik Saïfi zum Ende seiner Karriere am 8. August 2009 zum Al-Khor Sports Club nach Katar. Obwohl er dort gleich in seinem ersten Pflichtspiel einen Treffer erzielte, stießen seine häufigen Freistellungen für die algerische Nationalmannschaft bei seinem neuen Arbeitgeber auf wenig Gegenliebe, weshalb Saïfi schon bald auf Leihbasis zu seinem ehemaligen Verein FC Istres, der inzwischen in der Ligue 2 spielte, zurückkehrte. Nach einem halben Jahr wechselte er von dort fest zu Amiens SC und beendete 2012 seine aktive Karriere.

## Nationalmannschaft
Für die Nationalmannschaft Algeriens kam Saïfi im Jahr 1998 anlässlich eines Freundschaftsspiels gegen Bulgarien zu seinem ersten Länderspieleinsatz. Danach wurde er regelmäßig in die Nationalelf berufen und gehörte bei der Afrikameisterschaft 2002 in Mali zum Stamm der Mannschaft, die allerdings bereits nach der Vorrunde ausschied. Nach mehr als 50 Spielen für Algerien, hatte ihn Algeriens Nationaltrainer Rabah Saâdane Anfang 2010 aus disziplinarischen Gründen nicht in den Kader für die Afrikameisterschaft in Angola aufgenommen. Bei der Fußball-Weltmeisterschaft 2010 stand Rafik Saïfi wieder im Aufgebot und wurde zweimal, gegen Slowenien und die USA, in den Schlussminuten eingewechselt.

## Trainer
Von 2017 bis 2019 war er Co-Trainer seines ehemaligen Vereins MC Alger. Zwischenzeitlich betreute er die Mannschaft für sechs Partien interimsmäßig.

## Titel und Erfolge
- Algerischer Meister: 1999

## Auszeichnungen
- DZFoot d’Or: 2007, 2008
- Algerischer Ballon d’Or El Haddaf: 2008